# Élections législatives de 2020 en Iowa
Les élections législatives de 2020 en Iowa ont lieu le 3 novembre 2020 afin d'élire les 100 membres de la Chambre des représentants de l'État américain d'Iowa.

## Système électoral
La Chambre des représentants de l'Iowa est la chambre basse de son parlement bicaméral. Elle est composée de 100 sièges pourvus pour deux ans au scrutin uninominal majoritaire à un tour dans autant de circonscriptions.

## Résultats
| Partis                   | Partis                | Voix    | %     | +/- | Sièges | +/-           |
| ------------------------ | --------------------- | ------- | ----- | --- | ------ | ------------- |
|                          | Parti républicain (R) | 786 409 | 46.26 |     | 59     | 6             |
|                          | Parti démocrate (D)   | 726 718 | 42.74 |     | 41     | 6             |
|                          | Autres partis         |         |       |     | 0      | en stagnation |
|                          | Indépendants          |         | 1.24  |     | 0      | en stagnation |
|                          |                       |         |       |     |        |               |
| Votes valides            |                       |         |       |     |        |               |
| Votes blancs et nuls     |                       |         |       |     |        |               |
| Total                    | Total                 |         | 100   | -   | 100    | en stagnation |
| Abstentions              |                       |         |       |     |        |               |
| Inscrits / participation |                       |         |       |     |        |               |